# Danmark skruer ned for blusset
|  | Denne artikel er oprettet af botten PalnaBot ud fra en ekstern database. Den kan derfor have sproglige fejl eller mangler. Denne skabelon kan fjernes efter kontrol af indholdet. |

Danmark skruer ned for blusset er en propagandafilm fra 1975 instrueret af Filmgruppen Gnisten efter manuskript af Peter I. Lauridsen, Peter Bischoff, Peter Kjeldsen.

## Handling
En film om OLIEKRISEN og det skuespil som fulgte - om vore samarbejdspolitikere og den danske lønarbejderklasses kampe. En politisk agit-prop film.